# Polnisches Freiwilligenkorps
Das Polnische Freiwilligenkorps (polnisch: Polski Korpus Ochotniczy, ukrainisch: Польський добровольчий корпус, romanisiert: Polskyy dobrovolchyy korpus, PDK) ist ein Freiwilligenverband, der seit 2023 für die Ukraine kämpft.
Es handelt sich dabei um eine Spezialeinheit für Aufklärung und Sabotage, welche nicht zu den ukrainischen Fremdenlegionen gehört, sondern direkt dem Außenministerium der Ukraine untersteht. Es gründete sich im Februar 2023 in der Ukraine im Zuge des russischen Überfalls auf die Ukraine 2022 aus polnischen Freiwilligen aus Polen, den USA, Kanada, Großbritannien und Rumänien als eigenständige Einheit und kämpft an der Seite der ukrainischen Armee. Es kämpft zudem gemeinsam mit dem Russischen Freiwilligenkorps und der Legion Freiheit Russlands auf russischem Gebiet, insbesondere in der Region Belgorod.